# ماتئوس آقاخان قاراخانیان
ماتئوس آقاخان قاراخانیان (انگلیسی: Matos aghakhan Karakhanian) عکاس دربار و شهربانی اصفهان بود.

## زندگی‌نامه
ماتئوس آقاخان به سال ۱۸۶۰ میلادی (۱۲۳۹ خورشیدی) در همدان در یک خانواده ارمنی به دنیا آمد دوساله بود که به همراه خانواده اش به اصفهان آمد و در قریهٔ جلفا ساکن شد. پدرش، یوسف آقاخان قاراخانیان، به زبان فارسی تسلط کافی داشت و به منشی کلیسای وانک جلفا، در مکاتبات فارسی مشغول به کار شد.
ماتئوس تحصیلات ابتدایی خود را در کلیسای سورپ میناس و سورپ آستواتساتسین جلفا به پایان رسانید و همزمان پدرش خواندن و نوشتن زبان فارسی را نیز به وی آموخت، تا جایی که ماتئوس پس از پدر توانست عهده‌دار شغل او در کلیسای وانک گردد.
در سال ۱۸۸۰ (۱۲۵۹) ماتئوس جوان که بیست سال بیشتر نداشت، برای اولین بار در مقابل دوربین عکاسی گریگوری ارمنی نشست همان با دختری از ارامنهٔ تهران ازدواج کرد و عکس مذکور را چون جواهری در پشت حفاظ شیشه، با گچ روی دیوار حجله عروسی‌اش قاب گرفت که تا سال‌ها پس از مرگش همچنان بر روی دیوار باقی ماند. در سال ۱۸۹۶ (۱۲۷۵) ریاست اولین پست خانهٔ جلفای اصفهان به وی واگذار شد که تا سال ۱۹۰۶ (۱۲۸۴) عهده‌دار این سمت بود.
پس از آن در ۱۹۲۰ (۱۲۹۹) به مدت هشت سال، در مقان فرماندهٔ کل شهربانی در نظمیهٔ اصفهان خدمت کرد.
ماتئوس آقاخان در سنین نوجوانی دو پسر خود، آبرام و استفان را برای تحصیل به کلکته، هند فرستاد. در سفری به هند به منظور دیدار از فرزندانش، به خاطر علاقهٔ زیادی که به عکاسی داشت مصمم شد دوربین و وسایل عکاسی خریداری نموده با خود به جلفا بیاورد. وی اولین عکس خود را در سال ۱۹۲۱ (۱۳۰۰) از خانواده وسکانیان در جلفا گرفت.
هر چند که آغاز فعالیت ماتئوس آقاخان به عنوان عکاس در سن شصت و یک سالگی بود اما به زودی توانست در این فن صاحب مهارت زیادی شود. یکی از اتاق‌های خانه اش در محلهٔ چهارسوی اصفهان را به تاریکخانه تبدیل نمود و تا سال ۱۹۳۵ (۱۳۱۴) که بینایی خود را کاملاً از دست داد، عکاسی می‌کرد.
ماتئوس آقاخان، سرانجام به سال ۱۹۴۷ (۱۳۲۵) در جلفای نو درگذشت و در آرامستان ارامنه اصفهان به خاک سپرده شد.